# 三宅西出入口

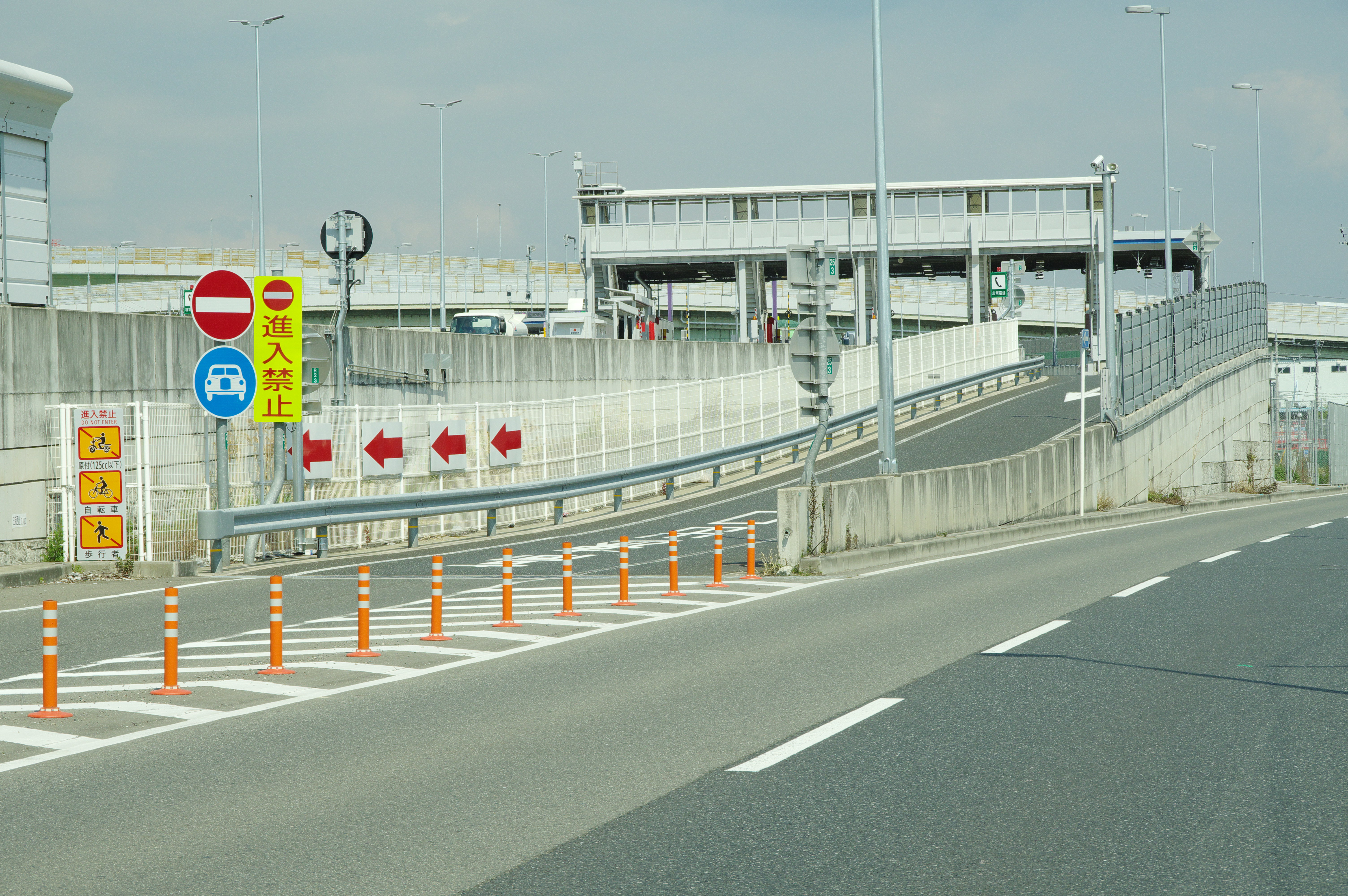
出口

三宅西出入口（みやけにしでいりぐち）は、松原市にある阪神高速道路6号大和川線の出入口。西行には三宅西本線料金所が併設されている。
三宅JCT方面のみ接続するハーフICである。現金による利用の場合、入口・出口ともに料金収受が行われ、割引料金が適用される。なお、当出入口 - 鉄砲出入口間は2020年3月29日に開通。
老朽化に伴う14号松原線喜連瓜破付近の橋梁架け替え工事に伴い、松原線の喜連瓜破出入口 - 三宅JCT間が2022年（令和4年）6月1日から2024年（令和6年）12月7日まで長期間通行止めとなっていたため、当出入口と松原線の喜連瓜破出入口または駒川出入口との一般道を介した乗継が認められていた。

## 料金所

### 三宅西本線料金所（三宅西本線TB)
- ブース数：3
  - ETC/一般：3

### 三宅西出口料金所
- ブース数：2
  - ETC/一般：2

### 三宅西入口料金所
2025年（令和7年）6月24日よりETC専用になっている。
- ブース数：2
  - ETC専用：1
  - サポート：1

## 周辺
- 大和川
- 瓜破大橋
- 高野大橋
- 阪南大学
- セブンパーク天美

## 隣
阪神高速6号大和川線
(6-06) 天美出入口 - (6-07) 三宅西出入口/TB（TBは西行のみ） - 三宅JCT （ - 大堀出入口（松原線））